# Belinda Goss
Belinda Goss (Devonport, 6 de janeiro de 1984) é uma desportista australiana que competiu no ciclismo na modalidade de pista, especialista na prova de scratch.
Ganhou três medalhas de bronze no Campeonato Mundial de Ciclismo em Pista entre os anos 2008 e 2010.

## Medalheiro internacional
| Campeonato Mundial | Campeonato Mundial        | Campeonato Mundial | Campeonato Mundial |
| Ano                | Lugar                     | Medalha            | Competição         |
| ------------------ | ------------------------- | ------------------ | ------------------ |
| 2008               | Manchester ( Reino Unido) | Medalha de bronze  | Scratch            |
| 2009               | Pruszków ( Polónia)       | Medalha de bronze  | Scratch            |
| 2010               | Ballerup ( Dinamarca)     | Medalha de bronze  | Scratch            |